# 阿尔瓦拉特德尔斯塔龙赫尔斯
阿尔瓦拉特德尔斯塔龙赫尔斯，是西班牙瓦伦西亚自治区巴伦西亚省的一个市镇。总面积21平方公里，总人口717人（2001年），人口密度34人/平方公里。